# Escharoides molinai
Escharoides molinai är en mossdjursart som beskrevs av Moyano 1983. Escharoides molinai ingår i släktet Escharoides och familjen Exochellidae. Inga underarter finns listade i Catalogue of Life.